# Архиепископский дворец в Севилье
Архиепископский дворец в Севилье (исп. Palacio arzobispal de Sevilla) — дворец в Севилье (Испания). Он служил резиденцией епископов и архиепископов, многочисленных дворян и военных деятелей вплоть до нынешних времён. Дворец расположен в южной части Севильи, на площади Вирхен-де-лос-Рейес, почти напротив Хиральды. Он находится к северо-востоку от Севильского кафедрального собора в районе Санта-Крус. Здание построено в стиля испанского барокко и имеет статус национального памятника с 1969 года.

## История
Записи 4 января 1280 года свидетельствуют о том, что в 1251 году, после завоевания Севильи Фердандо III, король Кастилии, отдал обнесённые стенами дома на площади Санта-Мария епископу Сеговии Ремондо де Лосане для строительства резиденции архиепископа. Он был первым епископом Севильи после реконкисты и первым резидентом нового дворца.
В середине XVI века прежний план дворца с двумя дворами в ходе масштабных работ сменился на цельный дворцовый блок площадью 6700 м². Во время Пиренейских войн здание использовалось в качестве генштаба армии и резиденции маршала Жана де Дьё Сульта и его офицеров. Во время пребывания Сульта во дворец было свезено множество картин и скульптур, в том числе одна, изображающая обезглавливание Иоанна Крестителя, а другая — воскресение Лазаря.

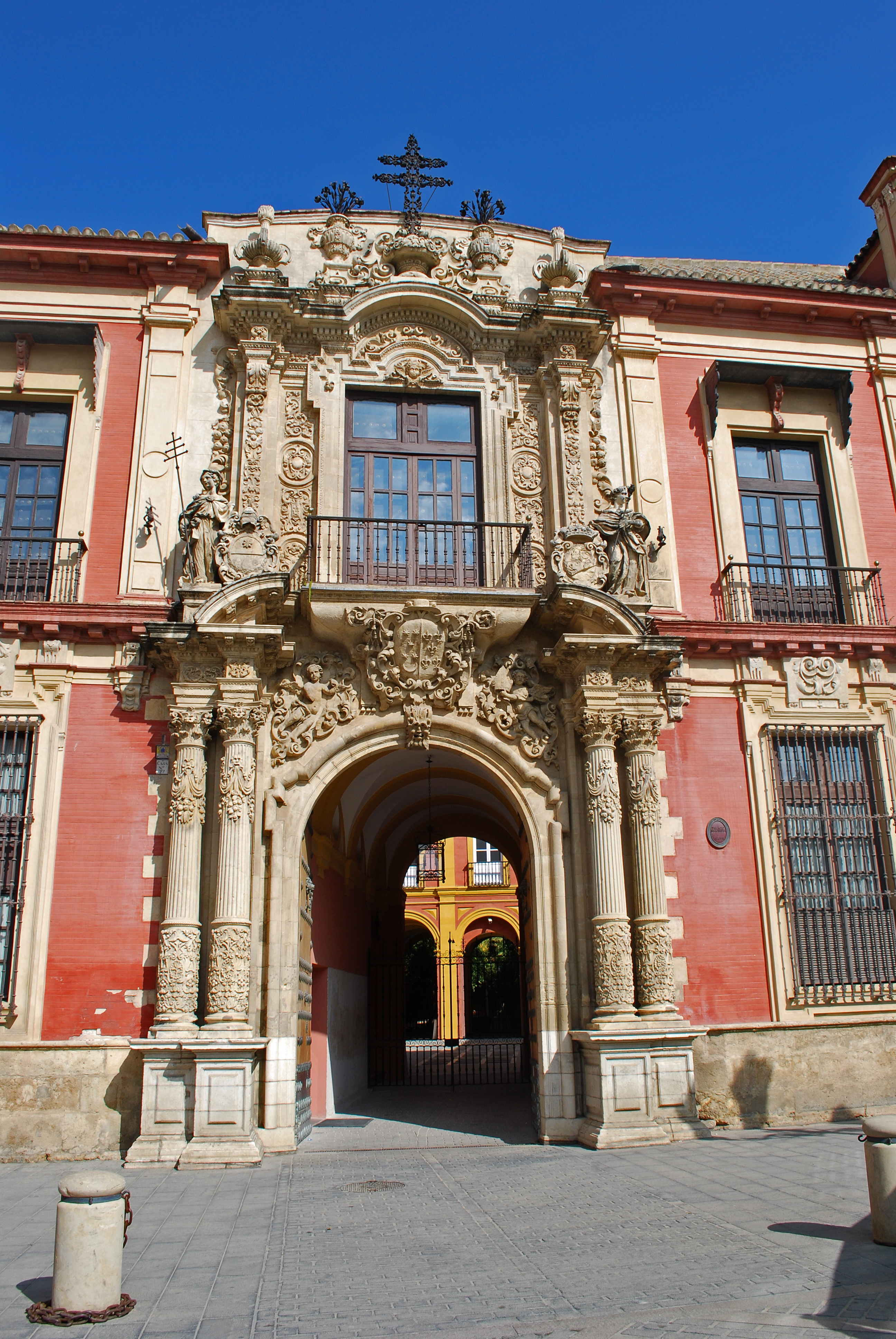
Деталь фасада.

## Архитектура
Интерьер
Масштабное расширение дворца было произведено в 1704 году архитектором Лоренсо Фернандесом де Иглесиасом по заказу архиепископа Мануэля Ариаса. Работы были выполнены в различных архитектурных стилях. Главный зал (или салон), расписанный художником Антонио Моэдано, держится на четырёх колоннах, по две с каждой стороны карниза, украшенных двумя статуями святых. Моэдано был известен изображениями природных объектов, таких как птицы, цветы и фрукты. Так, искусствовед Хуан Агустин Сеан Бермудес в своём «Историческом словаре самых известных мастеров изобразительного искусства Испании» (исп. Diccionario historico de los mas ilustres profesores de las Bellas Artes de Espana) хвалил его мастерство в создании декоративных потолочных элементов в Главном салоне и Галерее прелата. В дополнение к потолочным фрескам дворец располагает 70 картинами, прославляющими Католическую церковь. Среди них выделяется фреска Хуана де Саморы, изображающая пять апостолов.
Широкая лестница датируется второй половиной XVII века. Она была разработана Мигелем де Рамосом, священником Третьего ордена святого Франциска, и финансировалась Хуаном де Палафоксом. Лестница была построена из цветного мрамора и украшена фресками Хуана де Эспиналя.
Экстерьер
Здание с красным фасадом украшают белые пилястры, небольшие железные навесы и крупные балконы. Два двора в стиле маньеризма появились между XVII и XVIII веками. Во одном из них расположен фонтан XVI века. Когда-то во дворе дворца жил львёнок, подаренный герцогом архиепископу.

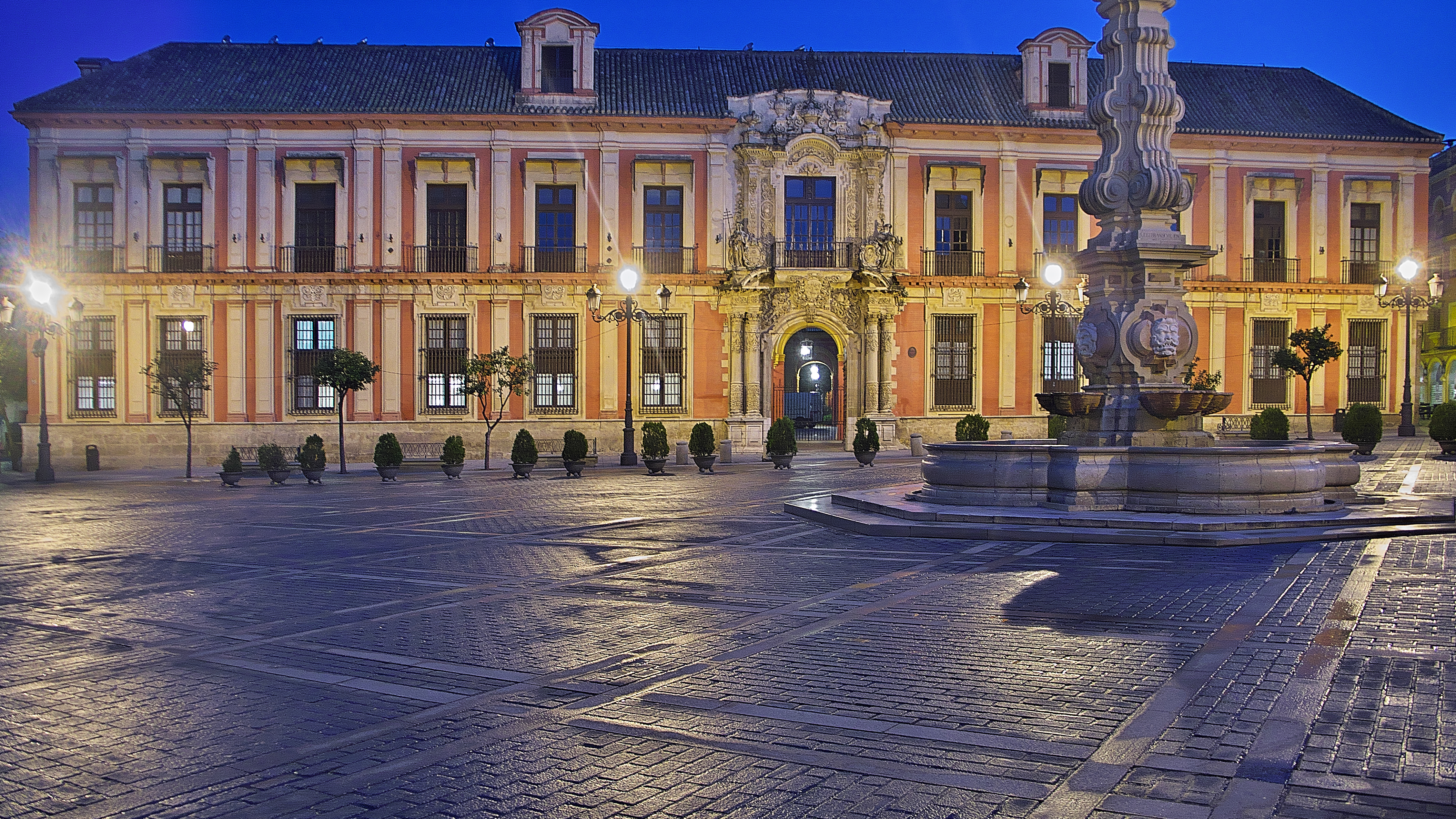
Вид с площади Вирхен-де-лос-Рейес.

У дворца две входные двери, одна ведущая на восток, другая — на юг. Главный портал, увенчанный вазами и бронзовыми цветами, украшен растительными мотивами и геральдическими щитами. Он был спроектирован архитекторами Лоренсо Фернандесом де Фигероа и Диего Антонио Диасом в стиле испанского барокко в XVIII веке. 

## Коллекции
Библиотека дворца — довольно большая и содержит множество ценных книг, большинство из которых относится к богословским и ко временю образования этой библиотеки. Канцелярия архиепископа, являющаяся частью библиотеки, хранит документы о Севильской архиепископии, самые старые из которых датируются XIV веком.
Дворец также обладает важным собранием произведений искусства, состоящей из картин и скульптур эпохи севильского барокко, уступающей в городе лишь коллекциям Музея изящных искусств и Севильского кафедрального собора. Во дворце хранятся работы таких художников, как Франсиско Эррера-старший, Франсиско Пачеко, Франсиско де Сурбаран, Мурильо, Антонио Паломино и Хуан де Эспиналь. Есть также произведения мастеров итальянской и голландской школ барокко.